# فابيانا سيمبريبوم
فابيانا سيمبريبوم (بالبرتغالية: Fabiana Semprebom) (ولدت في 26 مايو 1984) عارضة أزياء برازيلية. تم اكتشافها من قبل أحد الوكلاء في ساو باولو، أثناء التسوق في أحد المراكز التجارية مع عائلتها.

## نشأتها
ولدت 26 مايو 1984 في لوندرينا، بارانا. البرازيل، حلمت منذ الصغر بأن تكون راقصة، بدأت مسيرتها المهنية على منصة عرض الأزياء في سن الثامنة عشرة، عندما انتقلت إلى نيويورك (ولدت في لوندريناس، في جنوب البرازيل). وهناك بدأ العمل في وكالة فورد ووقع عقودًا مع العديد من العلامات التجارية الرائدة في مجال التصميم والأزياء.

## حياتها الشخصية
أصبحت فابيانا سيمبريبوم، صديقة لاعب التنس الأرجنتيني غييرمو كاناس بدأت الرومانسية قبل بضعة أشهر في فرنسا، قبل بطولة رولان غاروس في فرنسا، ومنذ أن تعرفا على بعضهما البعض لم ينفصلا، على الرغم من أن الفارق بينهما يبلغ ثماني سنوات (هو أكبر منهما سناً) ويفصل بينهما بلد والتزامات عمل متعددة.
أعلنت الصديقان زواجهما عام 2013، بعد مرور عام وُلِد للزوجين ولد في ميامي، في الولايات المتحدة اسميها خوان،

## روابط خارجية
- فابيانا سيمبريبوم على موقع IMDb (الإنجليزية)
- فابيانا سيمبريبوم على موقع دليل عارضات الأزياء (الإنجليزية)